# Kongeriget Danmarks ambassader
Kongeriget Danmark har 69 ambassader, 16 generalkonsulater, 7 innovationskontorer, 6 multilaterale repræsentationer, 2 repræsentationskontorer, 1 handelskontor, 1 ambassadekontor og 1 projektkontor i udlandet. De største ambassader ligger i Washington DC og Berlin. De danske ambassaders hovedopgaver er at varetage udenrigspolitiske og økonomiske interesser for Kongeriget Danmark, forvalte udviklingsbistand, hjælpe nødstedte danske statsborgere i udlandet og udbrede kendskabet til Danmark, Grønland, Færøerne og dansk, grønlandsk samt færøsk kultur.

## Opgaver

### Varetagelse af Kongeriget Danmarks udenrigspolitiske og økonomiske interesser
Ambassaderne fremmer danske politiske og økonomiske interesser ved at analysere og vurdere opholdslandenes indenrigs- og udenrigspolitiske forhold. De danske beslutningstagere benytter disse analyser og vurderinger, når de skal træffe beslutninger af betydning for Kongeriget Danmark og for opholdslandet. Ambassaderne udarbejder analyserne på baggrund af et indgående kendskab til opholdslandets forhold. Et kendskab som ambassaderne blandt andet har gennem fortrolige kontakter til landets politikere og myndigheder.
Hvad der kan være relevant for ambassaderne at analysere afhænger af, om der for eksempel er tale om et EU-land eller et udviklingsland. I EU-landene følges holdningerne til EU-samarbejdet meget tæt. Det kan være er konkret emne, hvor KongerigetDanmark har særlige interesser i at sikre et bestemt resultat under forhandlingerne. Eller det kan være opholdslandets holdning til den fremtidige udvikling af EU-samarbejdet.
I andre lande kan analyserne og vurderingerne omhandle eksempelvis den sikkerhedspolitiske situation, om der er fare for terrorisme, og om opholdslandet respekterer menneskerettigheder og demokrati. Analyserne omfatter også fattigdom og en eventuel flygtningesituation. Endelig bedømmer ambassaderne mulighederne for handelssamarbejde.
For at fremme danske interesser forsøger ambassaderne også at påvirke meningsdannelsen i opholdslandet, når landets myndigheder skal træffe politiske beslutninger af interesse for Kongeriget Danmark. Gennem kontakt til opholdslandets politikere, embedsmænd, organisationer og medier kan ambassaderne påvirke opholdslandets stillingtagen til et emne, der behandles i eksempelvis EU eller FN.

### Forvaltning af dansk udviklingsbistand
Ambassaderne i udviklingslandene gennemfører og styrker kvaliteten af den danske udviklingsbistand. De sikrer, at de enkelte udviklingsprogrammer og -projekter gennemføres som planlagt, og ambassaderne fører kontrol med, at der udarbejdes rapporter over arbejdet, bliver aflagt regnskab og foretaget ekstern revision af brugen af midlerne.
Kongeriget Danmark stiller visse betingelser for bistanden. Danmark kræver for eksempel god regeringsførelse i modtagerlandene. Altså at regeringen leder landet på en acceptabel måde. Ambassaderne er Kongeriget Danmarks forlængede arm i arbejdet med at støtte modtagerlandenes bestræbelser med at lave reformer inden for områder som uddannelse og sundhed og med at styrke erhvervslivets rolle i den økonomiske udvikling. At bekæmpe fattigdom, afhjælpe miljøproblemer, hjælpe flygtninge i deres nærområder og at fremme demokrati og respekt for menneskerettigheder har også høj dansk prioritet.
Ambassaderne er i løbende dialog med opholdslandenes myndigheder for at give udviklingsbistanden gennemslagskraft. Ambassadernes daglige samarbejde med myndighederne sikrer, at udviklingsbistanden slår igennem i modtagerlandenes egen politik og forvaltning, hvor den virkelig gør nytte.

### Fremme af dansk eksport og udenlandske investeringer i Kongeriget Danmark
Det sker ved at rådgive og samarbejde med danske virksomheder for at sælge danske varer i udlandet og for at etablere danske virksomheder i udlandet. Repræsentationerne udarbejder blandt andet markeds- og konkurrenceoplysninger og undersøger afsætningsmulighederne i opholdslandet. Ambassaderne arrangerer besøgsprogrammer for danske virksomheder, som ved selvsyn ønsker at undersøge det lokale marked. Derudover promoverer ambassaderne Danmark til udenlandske investorer for at få udenlandske virksomheder til at investere i Kongeriget Danmark.
Ambassaderne opbygger netværk mellem danske og udenlandske handels- og interesseorganisationer. Endelig er en vigtig del af eksportarbejdet at finde nye forretningsområder og påbegynde projekter, der kan føre til forretningsmuligheder.

### Hjælpe nødstedte danske statsborgere i udlandet
En vigtig og stor del af arbejdet for en ambassade er at behandle visumansøgninger og ansøgninger om opholdstilladelse fra udenlandske statsborgere. I 2005 behandledes 75.500 visumansøgninger og 13.686 ansøgninger om opholdstilladelse. Danske ambassader har en særlig opgave med at bidrage til Udenrigsministeriets rejsevejledninger med oplysninger om risiko på grund af krig, terrorisme, uroligheder, naturkatastrofer mv.
Ambassaderne hjælper nødstedte danske statsborgere i udlandet. Danske rejsende kan f.eks. blive udsat for tyveri, overfald, tab af dokumenter, ulykker, sygdom, naturkatastrofer, uroligheder eller dødsfald. I de senere år har det drejet sig om 80-100 personer. Hjælpen kan f.eks. bestå i besøg i fængslet, overførsel af penge eller kontakt til myndigheder og advokater.

### Udbredelse af kendskabet til Kongeriget Danmark og til dansk, grønlandsk samt færøsk kultur
Ambassaderne udbreder kendskabet til Kongeriget Danmark og til dansk, grønlandsk og færøsk kultur ved at:
- give generel information om Kongeriget Danmark til offentligheden og medierne i opholdslandet
- arrangere danske kulturelle begivenheder i opholdslandet
- finde sponsorer til kulturarrangementer med dansk deltagelse
- formidle kontakt mellem danske og udenlandske kultur- og uddannelsesinstitutioner
- fremme udenlandsk turisme i Kongeriget Danmark.

### Udførelse af logistiske opgaver
Ambassaderne står for at organisere besøg af medlemmer af det danske kongehus, danske, grønlandske og færøske ministre, folketingsudvalg og andre politikere, organisationer og journalister.

## Nye ambassader 2007
I 2007 blev der på finansloven bevilget midler til oprettelse af nye ambassader som konsekvens af en af Udenrigsministeriet foretaget analyse af globaliseringens konsekvenser for udenrigstjenesten. De nye ambassader omfatter følgende lande: Argentina (Buenos Aires, genåbning), Australien (Canberra, genåbning), Jordan (Amman), Libanon (Beirut, opgradering fra ambassadekontor), Marokko (Rabat, genåbning), samt et handelskontor i Qatar (Doha).

## Nye ambassader 2024
I 2024 åbnede Danmark tre nye ambassader i Bosnien-Hercegovina, Malaysia og Moldova.
Derudover besluttede Danmark at lukke ambassaderne i Burkina Faso og Mali som led i en ny Afrika-strategi. Beslutningen skyldes de seneste års militærkup i området, hvilket har begrænset mulighederne for et konstruktivt bilateralt samarbejde. Som en del af den nye strategi planlægger Danmark at åbne ambassader i Senegal, Tunesien og Rwanda samt styrke de eksisterende ambassader i Egypten, Kenya, Sydafrika, Nigeria og Ghana.

## Liste
Dette er en liste over danske ambassader i udlandet. Danmark har 69 ambassader i udlandet, og det diplomatiske netværk i flere vestlige lande afspejler en moderne strategi for at maksimere effektiviteten og relevansen.

### Europa
| Land                   | By        | Mission           | Ansvarlig for | Billede | Ref          |
| ---------------------- | --------- | ----------------- | --- | ------- | ------------ |
| Belgien                | Bruxelles | Ambassade         | Lande: - Vatikanstaten - Luxembourg |         | [ 4 ]        |
| Bosnien og Herzegovina | Sarajevo  | Ambassade         | |         | [ 5 ]        |
| Bulgarien              | Sofia     | Ambassade         | |         | [ 6 ]        |
| Estland                | Tallinn   | Ambassade         | |         | [ 7 ]        |
| Finland                | Helsinki  | Ambassade         | |         | [ 8 ]        |
| Frankrig               | Paris     | Ambassade         | Land: - Monaco |         | [ 9 ] [ 10 ] |
| Grækenland             | Athen     | Ambassade         | Land: - Cypern |         | [ 11 ]       |
| Island                 | Reykjavík | Ambassade         | |         | [ 12 ]       |
| Irland                 | Dublin    | Ambassade         | |         | [ 13 ]       |
| Italien                | Rom       | Ambassade         | Lande: - Malta - San Marino International organisationer: - Food and Agriculture Organization - International Fund for Agricultural Development - World Food Programme |         | [ 14 ]       |
| Kroatien               | Zagreb    | Ambassade         | |         | [ 15 ]       |
| Letland                | Riga      | Ambassade         | |         | [ 16 ]       |
| Litauen                | Vilnius   | Ambassade         | |         | [ 17 ]       |
| Moldova                | Chișinău  | Ambassade         | |         | [ 18 ]       |
| Nederlandene           | Haag      | Ambassade         | Internationale organisationer: - Den Internationale Straffedomstol - Den Internationale Domstol - OPCW                                                                 |         | [ 19 ]       |
| Norge                  | Oslo      | Ambassade         | |         | [ 20 ]       |
| Polen                  | Warszawa  | Ambassade         | |         | [ 21 ]       |
| Portugal               | Lissabon  | Ambassade         | Lande: - Kap Verde - Guinea-Bissau - São Tomé og Príncipe |         | [ 22 ]       |
| Rumænien               | Bukarest  | Ambassade         | |         | [ 23 ]       |
| Rusland                | Moskva    | Ambassade         | Lande: - Hviderusland - Kasakhstan - Kirgisistan - Tadsjikistan - Turkmenistan - Uzbekistan                                                                            |         | [ 24 ]       |
| Serbia                 | Beograd   | Ambassade         | Lande: - Montenegro - Nordmakedonien |         | [ 25 ]       |
| Spanien                | Madrid    | Ambassade         | Land: - Andorra |         | [ 26 ]       |
| Sverige                | Stockholm | Ambassade         | |         | [ 27 ]       |
| Storbritannien         | London    | Ambassade         | |         | [ 28 ]       |
| Tjekkiet               | Prag      | Ambassade         | |         |              |
| Tyskland               | Berlin    | Ambassade         | Lande: - Liechtenstein - Schweiz |         | [ 29 ]       |
| Tyskland               | Flensborg | Generalkonsulat   | Lande: - Liechtenstein - Schweiz |         | [ 29 ]       |
| Tyskland               | Hamborg   | Generalkonsulat   | Lande: - Liechtenstein - Schweiz |         | [ 29 ]       |
| Tyskland               | München   | Generalkonsulat   | Lande: - Liechtenstein - Schweiz |         | [ 29 ]       |
| Tyskland               | München   | Innovationscenter | Lande: - Liechtenstein - Schweiz |         | [ 29 ]       |
| Ukraine                | Kyiv      | Ambassade         | |         | [ 30 ]       |
| Ukraine                | Mykolajiv | Ambassadekontor   | |         | [ 30 ]       |
| Ungarn                 | Budapest  | Ambassade         | Land: - Slovenien |         | [ 31 ]       |
| Østrig                 | Wien      | Ambassade         | Lande: - Albanien - Kosovo - Slovakiet Internationale organisationer: - OSCE - UN - Det Internationale Atomenergiagentur - UNIDO - UNODC                               |         | [ 32 ]       |

### Nordamerika
| Land          | By             | Mission           | Ansvarlig for | Billede | Ref           |
| ------------- | -------------- | ----------------- | --- | ------- | ------------- |
| Canada        | Ottawa         | Ambassade         | |         | [ 33 ]        |
| Canada        | Toronto        | Generalkonsulat   | | [ 33 ]  |               |
| Mexico        | Mexico City    | Ambassade         | Lande: - Bahamas - Barbados - Belize - Cuba - Dominica - Dominikanske Republik - El Salvador - Grenada - Guatemala - Haiti - Honduras - El Salvador - Jamaica - Nicaragua - Saint Kitts og Nevis - Saint Lucia - Saint Vincent og Grenadinerne - Trinidad og Tobago |         | [ 34 ]        |
| United States | Washington DC  | Ambassade         | |         | [ 35 ] [ 36 ] |
| United States | Chicago        | Generalkonsulat   | | [ 35 ]  |               |
| United States | Houston        | Generalkonsulat   | | [ 35 ]  |               |
| United States | New York       | Generalkonsulat   | | [ 35 ]  |               |
| United States | Silicon Valley | Generalkonsulat   | | [ 35 ]  |               |
| United States | Silicon Valley | Innovationscenter | | [ 35 ]  |               |
| United States | Boston         | Innovationscenter | | [ 35 ]  |               |

### Sydamerika
| Land      | By        | Mission         | Ansvarlig for                                      | Billede | Ref    |
| --------- | --------- | --------------- | -------------------------------------------------- | ------- | ------ |
| Brasilien | Brasília  | Ambassade       | Lande: - Guyana - Surinam                          |         | [ 37 ] |
| Brasilien | São Paulo | Generalkonsulat | Lande: - Guyana - Surinam                          |         | [ 37 ] |
| Chile     | Santiago  | Ambassade       | Lande: - Ecuador - Peru                            |         | [ 38 ] |
| Colombia  | Bogotá    | Ambassade       | Lande: - Bolivia - Costa Rica - Panama - Venezuela |         | [ 39 ] |

### Afrika
| Land         | By            | Mission               | Ansvarlig for | Billede | Ref                  |
| ------------ | ------------- | --------------------- | --- | ------- | -------------------- |
| Algeriet     | Algier        | Ambassade             | Land: - Tunesien |         | [ 40 ]               |
| Burkina Faso | Ouagadougou   | Ambassade             | Land: - Niger - Tchad - Benin |         | [ 41 ]               |
| Egypten      | Cairo         | Ambassade             | |         | [ 42 ]               |
| Etiopien     | Addis Ababa   | Ambassade             | Lande: - Djibouti - Sydsudan - Sudan Internationale organisationer: - Afrikanske Union - FN's Økonomiske Kommission for Afrika - Mellemstatslig myndighed for udvikling                |         | [ 43 ]               |
| Ghana        | Accra         | Ambassade             | Lande: - Guinea - Elfenbenskysten - Liberia - Sierra Leone - Togo |         | [ 44 ]               |
| Kenya        | Nairobi       | Ambassade             | Lande: - Eritrea - Seychellerne - Somalia - Malawi - Mauritius Internationale organisationer: - UN - United Nations Environment Programme - United Nations Human Settlements Programme |         | [ 45 ]               |
| Mali         | Bamako        | Ambassade             | Land: - Gambia |         | [ 46 ]               |
| Marokko      | Rabat         | Ambassade             | Land: - Mauretanien - Senegal |         | [ 47 ]               |
| Nigeria      | Abuja         | Ambassade             | Lande: - Cameroon - Centralafrikanske Republik - Republikken Congo - Ækvatorialguinea - Gabon                                                                                          |         | [ 48 ]               |
| Nigeria      | Lagos         | Generalkonsulat       | Lande: - Cameroon - Centralafrikanske Republik - Republikken Congo - Ækvatorialguinea - Gabon                                                                                          |         | [ 48 ]               |
| Rwanda       | Kigali        | Projektkontor         | |         | [ 49 ]               |
| Somalia      | Nairobi       | Ambassade             | |         | [ 49 ]               |
| Somalia      | Mogadishu     | Repræsentationskontor | |         | [ 50 ]               |
| Sydafrika    | Pretoria      | Ambassade             | Lande: - Angola - Botswana - Swaziland - Lesotho - Mozambique - Namibia - Zambia - Zimbabwe Internationale organisationer: - Southern African Development Community                    |         | [ 51 ]               |
| Tanzania     | Dar es Salaam | Ambassade             | |         | [ 52 ] [ 53 ] [ 54 ] |
| Uganda       | Kampala       | Ambassade             | Lande: - Burundi - Demokratiske Republik Congo - Madagaskar - Rwanda |         | [ 55 ]               |

### Asien
| Land                       | By                  | Mission               | Ansvarlig for                                                           | Billede | Ref           |
| -------------------------- | ------------------- | --------------------- | ----------------------------------------------------------------------- | ------- | ------------- |
| Bangladesh                 | Dhaka               | Ambassade             |                                                                         |         | [ 56 ]        |
| Filippinerne               | Manila              | Ambassade             | Land: - Palau                                                           |         | [ 57 ]        |
| Forenede Arabiske Emirater | Abu Dhabi           | Ambassade             | Land: - Qatar                                                           |         | [ 58 ]        |
| Forenede Arabiske Emirater | Dubai               | Generalkonsulat       | Land: - Qatar                                                           |         | [ 58 ]        |
| Georgien                   | Tbilisi             | Ambassade             | Land: - Armenia                                                         |         | [ 59 ]        |
| Indien                     | New Delhi           | Ambassade             | Lande: - Bhutan - Maldiverne - Nepal - Sri Lanka                        |         | [ 60 ]        |
| Indien                     | Bangalore           | Generalkonsulat       | Lande: - Bhutan - Maldiverne - Nepal - Sri Lanka                        |         | [ 60 ]        |
| Indien                     | New Delhi/Bangalore | Innovationscenter     | Lande: - Bhutan - Maldiverne - Nepal - Sri Lanka                        |         | [ 60 ]        |
| Indonesien                 | Jakarta             | Ambassade             | Lande: - Papua Ny Guinea - Østtimor International organisation: - ASEAN |         | [ 61 ]        |
| Iran                       | Tehran              | Ambassade             |                                                                         |         | [ 62 ]        |
| Israel                     | Tel Aviv            | Ambassade             |                                                                         |         | [ 63 ]        |
| Israel                     | Tel Aviv            | Innovationscenter     |                                                                         | [ 63 ]  |               |
| Japan                      | Tokyo               | Ambassade             |                                                                         |         | [ 64 ]        |
| Kina                       | Beijing             | Ambassade             | Land: - Mongoliet                                                       |         | [ 65 ]        |
| Kina                       | Guangzhou           | Generalkonsulat       | Land: - Mongoliet                                                       |         | [ 65 ]        |
| Kina                       | Shanghai            | Generalkonsulat       | Land: - Mongoliet                                                       |         | [ 65 ]        |
| Kina                       | Shanghai            | Innovationscenter     | Land: - Mongoliet                                                       |         | [ 65 ]        |
| Libanon                    | Beirut              | Ambassade             | Land: - Jordan                                                          |         | [ 66 ] [ 67 ] |
| Malaysia                   | Kuala Lumpur        | Ambassade             |                                                                         |         | [ 68 ]        |
| Myanmar                    | Rangoon             | Ambassade             |                                                                         |         | [ 69 ]        |
| Pakistan                   | Islamabad           | Ambassade             |                                                                         |         | [ 70 ]        |
| Palæstina                  | Ramallah            | Repræsentationskontor |                                                                         |         | [ 71 ]        |
| Saudi-Arabien              | Riyadh              | Ambassade             | Lande: - Bahrain - Kuwait - Oman - Yemen                                |         | [ 72 ]        |
| Singapore                  | Singapore           | Ambassade             | Land: - Brunei                                                          |         | [ 73 ] [ 74 ] |
| Sydkorea                   | Seoul               | Ambassade             |                                                                         |         | [ 75 ]        |
| Sydkorea                   | Seoul               | Innovationscenter     |                                                                         | [ 75 ]  |               |
| Syrien                     | Damaskus            | Ambassade             |                                                                         |         | [ 76 ]        |
| Taiwan                     | Taipei              | Handelskontor         |                                                                         |         | [ 77 ]        |
| Thailand                   | Bangkok             | Ambassade             | Land: - Cambodia                                                        |         | [ 78 ]        |
| Tyrkiet                    | Ankara              | Ambassade             | Land: - Aserbajdsjan                                                    |         | [ 79 ]        |
| Tyrkiet                    | Istanbul            | Generalkonsulat       | Land: - Aserbajdsjan                                                    |         | [ 79 ]        |
| Vietnam                    | Hanoi               | Ambassade             | Land: - Laos                                                            |         | [ 80 ]        |

### Oceanien
| Land       | By       | Mission         | Ansvarlig for               | Billede | Ref    |
| ---------- | -------- | --------------- | --------------------------- | ------- | ------ |
| Australien | Canberra | Ambassade       | Lande: - Fiji - New Zealand |         | [ 81 ] |
| Australien | Sydney   | Generalkonsulat | Lande: - Fiji - New Zealand |         | [ 81 ] |

### Multilaterale organisationer
- Europarådet[82] (Strasbourg)
- EU[83] (Bruxelles)
- NATO[84] (Bruxelles)
- Organisationen for økonomisk samarbejde og udvikling[85] (Paris)
- FN
  - New York[86]
  - Geneve[87]

## Kommende ambassader
| Land     | By     | Mission   | Ansvarlig for | Billede | Ref    |
| -------- | ------ | --------- | ------------- | ------- | ------ |
| Tunesien | Tunis  | Ambassade |               |         | [ 88 ] |
| Rwanda   | Kigali | Ambassade |               |         | [ 88 ] |
| Senegal  | Dakar  | Ambassade |               |         | [ 88 ] |

## Lukkede ambassader

### Afrika
| Land       | By       | Mission   | År lukket | Billede | Ref           |
| ---------- | -------- | --------- | --------- | ------- | ------------- |
| Benin      | Cotonou  | Ambassade | 2014      |         | [ 89 ]        |
| Eritrea    | Asmara   | Ambassade | 2003      |         | [ 90 ]        |
| Libyen     | Tripoli  | Ambassade | 2011      |         |               |
| Malawi     | Lilongwe | Ambassade | 2002      |         | [ 91 ]        |
| Mozambique | Maputo   | Ambassade | 2017      |         | [ 92 ]        |
| Zambia     | Lusaka   | Ambassade | 2014      |         | [ 93 ] [ 94 ] |
| Zimbabwe   | Harare   | Ambassade | 2016      |         | [ 95 ]        |

### Mellem- og Sydamerika
| Land      | By           | Mission   | År lukket | Billede | Ref           |
| --------- | ------------ | --------- | --------- | ------- | ------------- |
| Argentina | Buenos Aires | Ambassade | 2022      |         | [ 53 ] [ 96 ] |
| Bolivia   | La Paz       | Ambassade | 2017      |         | [ 97 ]        |
| Nicaragua | Managua      | Ambassade | 2012      |         | [ 98 ]        |
| Peru      | Lima         | Ambassade | 1987      |         | [ 99 ]        |

### Asien
| Land        | By        | Mission   | År lukket | Billede | Ref     |
| ----------- | --------- | --------- | --------- | ------- | ------- |
| Afghanistan | Kabul     | Ambassade | 2021      |         | [ 100 ] |
| Jordan      | Amman     | Ambassade | 2010      |         | [ 98 ]  |
| Irak        | Baghdad   | Ambassade | 2024      |         | [ 101 ] |
| Nepal       | Kathmandu | Ambassade | 2017      |         | [ 102 ] |

### Europa
| Land       | By              | Mission   | År lukket | Billede | Ref     |
| ---------- | --------------- | --------- | --------- | ------- | ------- |
| Albanien   | Tirana          | Ambassade | 2017      |         | [ 103 ] |
| Cypern     | Nicosia         | Ambassade | 2014      |         | [ 104 ] |
| Luxembourg | Luxembourg (by) | Ambassade | 2014      |         | [ 104 ] |
| Slovakiet  | Bratislava      | Ambassade | 2014      |         | [ 104 ] |
| Slovenien  | Ljubljana       | Ambassade | 2014      |         | [ 104 ] |
| Schweiz    | Bern            | Ambassade | 2014      |         | [ 104 ] |